# Onthophagus alienus
Onthophagus alienus là một loài bọ cánh cứng trong họ Bọ hung (Scarabaeidae).